# Arrondissement de Vitré
L'arrondissement de Vitré est un ancien arrondissement français du département d'Ille-et-Vilaine créé le 17 février 1800 et supprimé le 10 septembre 1926. Les cantons furent rattachés à l'arrondissement de Rennes. 
Louis Du Bois, historien et auteur d'un essai sur Vitré et ses barons, en fut le sous-préfet en 1833.
Au 1er octobre 2010, les cantons de l'ancien arrondissement de Vitré sont détachés de l'arrondissement de Rennes pour être rattachés aux cantons de l'arrondissement de Fougères pour former l'arrondissement de Fougères-Vitré.

## Composition
Il comprenait les cantons de Argentré-du-Plessis, Châteaubourg, la Guerche-de-Bretagne, Retiers et Vitré (deux cantons).